# Сант’Ана I (Салерно)
Сант’Ана I је насеље у Италији у округу Салерно, региону Кампанија.
Према процени из 2011. у насељу је живело 581 становника. Насеље се налази на надморској висини од 285 м.